# Spoed (seizoen 9)
Reeks 9 van Spoed werd voor de eerste keer uitgezonden tussen 9 januari 2006 en 3 april 2006. De reeks telt 13 afleveringen.

## Hoofdcast
- Leo Madder (Luc Gijsbrecht)
- Gert Lahousse (Bob Verly)
- Kurt Rogiers (Filip Driessen)
- Christel Van Schoonwinkel (Kathy Pieters)
- Arlette Sterckx (Lies Weemaes)
- Magda Cnudde (Bea Goossens)
- Ann Van den Broeck (Iris Van de Vijver)
- Hans Van Cauwenberghe (Karel Staelens)
- Karina Mertens (Ellen Van Poel)
- Sven De Ridder (Steven Hofkens)

## Vaste gastacteurs
(Personages die door de reeksen heen meerdere keren opduiken)
- Myriam Bronzwaar (Frie Van Assche)
- Peggy De Landtsheer (Marijke Willems)
- Marianne Devriese (Anja)
- Jos Dom (André Maenhout)

## Verhaallijnen
Luc’s leven hangt nog steeds aan een zijden draadje. Medisch directeur Marijke Willems, gaat alvast op zoek naar een vervanger. Luc haalt het, maar zal wel nog een tijdje moeten herstellen. Karel heeft een hersenschudding overgehouden na een val tijdens een interventie. Marijke wil veranderingen aanbrengen op de dienst en geeft Bea de leiding over de herinrichting van de shockroom. Tijdens een uitstapje wordt Luc opnieuw met het vak geconfronteerd. Hij brengt een gewonde amazone naar het ziekenhuis. Kathy heeft opnieuw een allergische reactie op haar behandeling tegen aids. Ze gaat op krachten komen bij familie in Limburg. Ook met Luc’s gezondheid is het nog niet helemaal in orde. Op zijn eerste werkdag is hij iets te overmoedig. Hij laat de verbouwingswerken op de dienst stilleggen. Ellen speelt een gevaarlijk spelletje met haar mannelijke collega’s, iets wat de vrouwelijke haar niet in dank afnemen. Iris maakt zich nog steeds zorgen om haar broer, die nu in een instelling verblijft. Bob is op de dool sinds Ellen hem in de steek heeft gelaten. Filip zit in nesten wanneer een patiënt een proces tegen hem aanspant omdat hij in zijn programma verkeerd advies zou hebben gegeven. Luc staat erop dat hij zich laat verdedigen door de advocaat van het ziekenhuis. Karel heeft het te pakken voor de nieuwe poetsvrouw, Frie. Bob herpakt zich en wil zelf examen afleggen om hoofdverpleger te worden. Iedereen neemt het Steven kwalijk dat hij Ellen een slecht stagerapport heeft gegeven. Bea ontfermt zich over William, een clochard die na een aanrijding op de spoeddienst beland is. Als hij na een week weg moet uit het ziekenhuis, neemt Bea hem in huis. Kathy gaat terug aan het werk, maar blijft op haar hoede. Als ze hoort dat haar zus en tante verongelukt zijn, wil ze vechten voor het hoederecht over haar neefje Thomas. Iris’ broer heeft zelfmoord gepleegd in de instelling, en ze voelt zich schuldig. Kathy wacht ongeduldig op de uitspraak, waardoor ze haar werk niet naar behoren doet. Ook voor Iris staat er veel te gebeuren. Luc wil haar mee naar een congres over ziekenzorg in Afrika, Filip vraagt haar om samen met hem een tv-programma te maken en tv-producer Anja bekent dat ze verliefd op haar is. Door Anja ziet Iris het tv-programma met Filip niet meer zitten. Ellen heeft Luc overtuigd van haar kennen en kunnen en ze mag op de dienst aan de slag als volleerd dokter. Ze zorgt er nu wel voor dat de samenwerking met Steven wat vlotter verloopt. Kathy krijgt het hoederecht over Thomas. Samen met Lies en Ben gaan ze een paar dagen naar de Provence. Iris helpt Bob bij het studeren voor zijn examens. Tijdens het mondelinge examen wordt hem het vuur aan de schenen gelegd, vooral door Marijke. Toch slaagt hij voor het examen.

### Seizoensfinale
Ondanks het feit dat hij net hoofdverpleger is geworden, denkt Bob eraan om weg te gaan. Luc krijgt bezoek van een vrouw die hij en Iris ontmoet hebben op het congres. Iedereen, behalve Iris, denkt dat hij een nieuwe vriendin heeft. Iris en Ellen moeten uitrukken naar een ingestort huis. Ellen voert ter plaatse een amputatie uit. Als ze terug in het ziekenhuis zijn, zegt Ellen tegen Iris dat zij de patiënt wel zal afwerken. Iris gaat naar de koffiekamer. Filip zit daar ook en ze hebben een goed gesprek. Als Iris haar spullen uit haar kastje gaat nemen om te gaan douchen, loopt Filip naar haar toe en kust hij haar.